# La strada a spirale
La strada a spirale (The Spiral Road) è un film drammatico d'azione americano del 1962 diretto da Robert Mulligan, con protagonisti Rock Hudson, Gena Rowlands, Burl Ives e Geoffrey Keen. È basato sul romanzo Gods Geuzen (1949) di Jan de Hartog.

## Trama
Ambientato nel 1936 sull'isola di Giava, allora facente parte della colonia delle Indie Orientali Olandesi, il film segue la storia del dottor Anton Drager. Neofita, assunto con un contratto di 5 anni dal Servizio Sanitario Governativo, egli è appena arrivato, assieme a un nutrito gruppo di medici, a Batavia dall'Olanda. Ambizioso e arrogante, Drager è assegnato ai compiti d'ospedale, ma vuole a tutti i costi lavorare col dottor Brits Jansen, un esperto mondiale in malattie tropicali, in particolare nel campo della lebbra e dei suoi effetti, residente da più di 30 anni nella colonia. Dopo aver perorato la sua intenzione, Drager viene infatti inviato per prestare servizio con Jansen. Compie un lungo viaggio per raggiungere la zona assegnata a Jansen, facendo conoscenza durante una sosta del dottor Frolick, un medico olandese alcolizzato.
Quando conosce il vecchio Jansen, scoprono di condividere le loro idee scientifiche, ma una totale difformità di carattere e di filosofia: mentre Jansen è cristiano, determinato e autoritario, Drager è ateo e scettico. Nella regione imperversa la peste, diffusa nei villaggi degli indigeni, che devono essere bruciati per sterminare i topi che diffondono la pestilenza. Drager scopre che il sultano locale ha la lebbra e con Jansen lo accompagnano nel lebbrosario.
La sua fidanzata Els Van Deen arriva a Batavia per congiungersi con Drager, che sposa. Ma appena appresa la notizia del matrimonio, Jansen lo rimuove dall'incarico di suo assistente e lo rimanda all'Ospedale. Els si rivolge a Jansen perché Anton vive una crisi personale: era venuto nelle Indie Orientali per lavorare con lui, e ora si ritrova scaricato. Pur di farlo tornare al suo lavoro, Els si offre di farsi da parte. Jansen accetta e lo riprende. Nel frattempo, Drager ha utilizzato gli schedari di Jansen per redigere un libro con i casi clinici, gli appunti e le scoperte del collega. Quando Drager lo rivela al collega, egli rimane conquistato. Ma le conclusioni del capitolo finale - nel quale il giovane Anton caldeggia l'accentramento statale del servizio sanitario coloniale, escludendo dalla gestione i salvazionisti del lebbrosario - riaccendono subito le tensioni tra i due medici: Jansen lo accusa di strumentalizzare le proprie ricerche, frutto del lavoro di una vita, per guadagnarne profitti e prebende in Olanda, al momento della pubblicazione del libro. La rottura tra i due è definitiva.
Nel viaggio di ritorno con l'ispettore Bevers, Drager deve inoltrarsi nella giungla per recuperare il dottor Harry Frolick, un capo-zona ormai avviato in una spirale autodistruttiva, che non ha risposto ai messaggi radio, dopo averne dati di incoerenti. Frolick è impazzito dopo l'incontro con un sinistro sciamano, Burubi, che lo ha ossessionato con la magia nera, e che incuote paura e terrorizza la popolazione indigena. Una volta trovato Frolick, Drager viene da lui attaccato col machete e dovrà ucciderlo per autodifesa.
Traumatizzato dall'episodio, Drager torna a casa dalla moglie Els, che non riesce a sollevarlo dal suo turbamento emotivo. Il dottor Kramer lo chiama per inviarlo dal dottor Sordjano: in difficoltà nella sua zona impervia, si trova isolato e molto malato a Mamaui. Anton accetta di partire con una squadra per salvare il collega e chiudere l'ambulatorio. Al loro arrivo, trovano Sordjano privo di coscienza in un vagone ferroviario, usato come postazione. Ripresosi, egli racconta di aver mangiato del cibo offerto dagli indigeni una sera, solo per poi accusare dolori lancinanti, e scoprire che nel cibo c'era del bambù, i cui frammenti causano ferite interne gravissime alle viscere; inoltre, dice che Burubi ha tentato di ucciderlo. Anton gli fa una trasfusione del suo sangue, ma Sordjano muore. Decide poi di rimanere alla postazione, nonostante l'opposizione di Bevers. La presenza di Burubi si fa sentire con rumori inquietanti dalla giungla. Un giorno, svegliatosi, Anton si accorge che la squadra l'ha abbandonato, mentre continua a trovare altri segni della magia nera lasciati da Burubi. Lo stregone si palesa nel vagone ferroviario, e porta Drager nella giungla, abbandonandolo. Bevers è rimandato da Drager per riportarlo a Batavia, ma non lo trova. Esausto e quasi impazzito dallo sforzo, Anton riesce a ritornare alla postazione. Manda messaggi radio, e Jansen organizza una spedizione per il suo salvataggio. Ma Burubi continua a tormentarlo e Drager ritorna nella giungla con l'intenzione di ucciderlo, in uno stato alterato della mente. Prostrato, Drager invoca Dio. Incontra finalmente Jansen e la spedizione di Bevers con la moglie, che lo curano. Dopo aver vissuto uno stato delirante, egli riprende conoscenza e ringrazia il Signore.

## Produzione
Il film, diretto da Robert Mulligan su una sceneggiatura di John Lee Mahin e Neil Paterson con il soggetto di Jan de Hartog (autore del romanzo), fu prodotto da Robert Arthur per la Universal International Pictures e girato a Paramaribo in Suriname.

## Distribuzione
Il film fu distribuito con il titolo The Spiral Road negli Stati Uniti dal 3 agosto 1962 al cinema dalla Universal Pictures.
Altre distribuzioni:
- in Finlandia il 23 novembre 1962 (Tehtävä viidakossa e Uppdrag i djungel)
- in Austria il 21 dicembre 1962 (Am schwarzen Fluß)
- in Germania Ovest il 21 dicembre 1962 (Am schwarzen Fluß)
- in Spagna il 21 gennaio 1963 (Camino de la jungla)
- in Danimarca il 23 settembre 1963 (Junglelægen)
- in Portogallo il 22 settembre 1964 (Labirinto de Paixões)
- in Turchia il 12 gennaio 1965
- in Brasile (Labirinto de Paixões)
- in Francia (L'homme de Bornéo)
- in Grecia (O amartolos ton Notion Thalasson)
- in Italia (La strada a spirale)

## Critica
Secondo il Morandini la regia risulterebbe "impersonale" mentre l'interpretazione di Hudson sarebbe "legnosa".
Dello stesso avviso è Leonard Maltin.